# اختبار فينكباينر

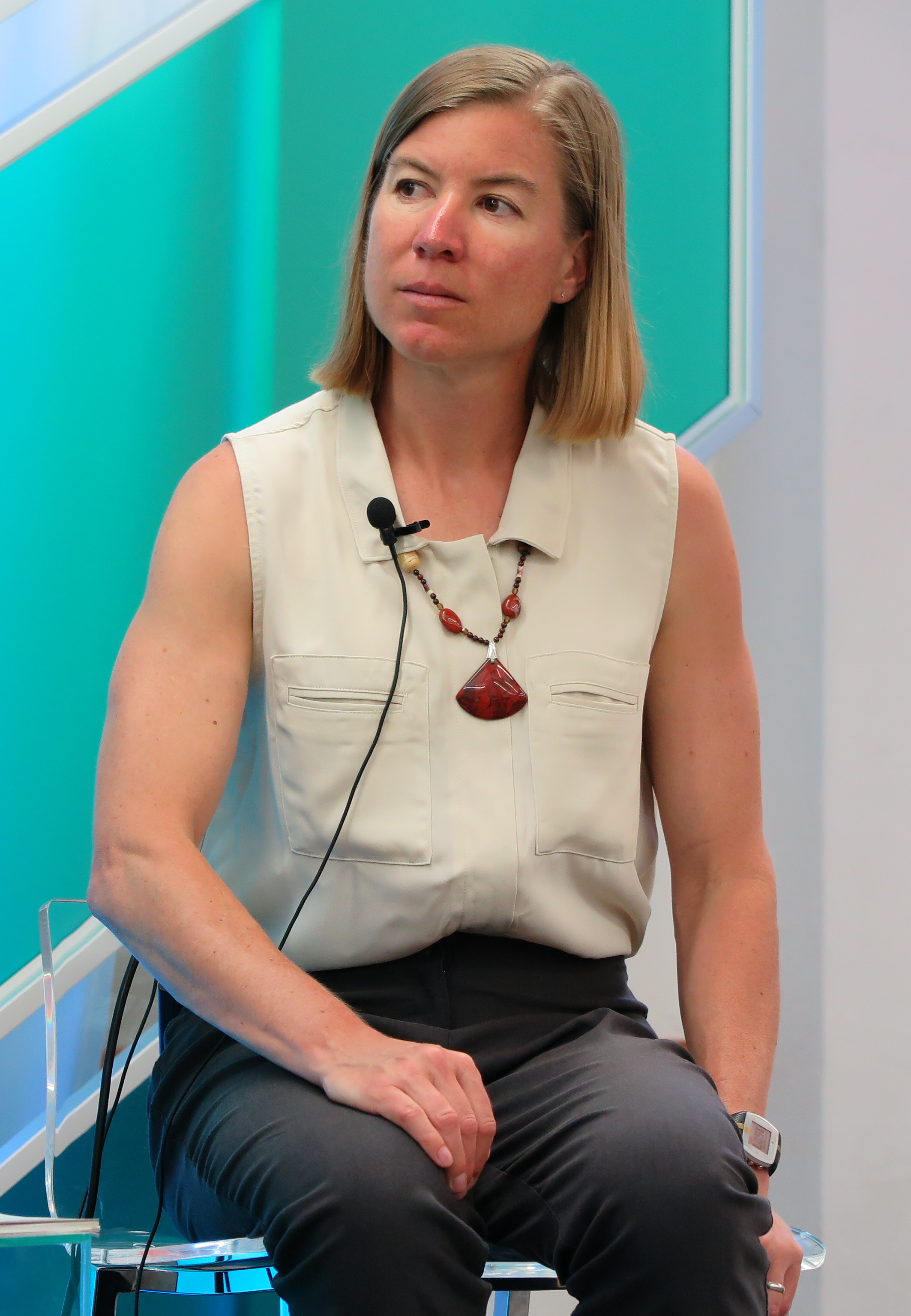

اختبار فينكباينر هو قائمة مرجعية وضعتها الصحافية كريستي أشفندين لمساعدة الصحافيين على تجنب التمييز بناء على النوع الاجتماعي في المقالات الإعلامية عن المرأة في العلوم. ولاجتياز الاختبار بنجاح، يجب على أي مقالة عن أي عالمة أن لا تذكر ما يلي:
- أنها سيدة
- وظيفة زوجها
- ترتيبات العناية بأطفالها
- أنها تعتني بمساعديها
- أن التنافسية في مجالها أذهلتها وجعلتها مرتبكة
- أنها قدوة لكل النساء
- أنها «أول مرأة تقوم بـ...»[1]

وضعت أشفندين الاختبار في مقالة نُشرت في مجلة دبل إكس ساينس "Double X Science"، وهي مجلة علمية تُنشر على الإنترنت، في 5 مارس/آذار 2013. وكان هذا ردًا على ما اعتبرته نوعًا من التغطية الإعلامية للعالمات التي:
«تعتبر النوع الاجتماعي للشخصية المكتوب عنها بأنه أهم التفاصيل، كأنها تقول أنها عالمة عظيمة حتى وهي إمراءة! وإذا كانت زوجة وأم أيضًا، فيُركز على هذه الأدوار كذلك.»
استلهمت أشفندن في تطوير هذا الاختبار اختبار بيتشدل، والذي يُستخدم في تحديد وجود انحياز على أساس النوع الاجتماعي في الروايات. أسمت أشفندن الاختبار تيمنًا بزميلتها الصحافية آن فينكباينر. كانت فينكباينر قد كتبت قصة بعنوان «الكلمة الأخيرة على لا شيء» لمُدونة علمية، ودارت أحداث القصة عن قرارها بأن لا تكتب عن الشخصية موضوع مقالتها الأخيرة، وهي كانت عالمة فلك، «بصفتها امرأة». أشادت سوزان جيلمان، أستاذة علم النفس في جامعة ميشيغان، بحركة الكتابة عن العالمات دون التركيز على نوعهم الاجتماعي، ولكنها تسائلت أيضًا ما إذا كانت الحركة يجب أن تسير في اتجاه سؤال العلماء الذكور عن تفاصيل شخصية أيضًا. يتبنى كتاب آخرون وجهة النظر عينها. يتبنى كتاب آخرون وجهة النظر عينها.
ذُكر اختبار فينكباينر في الانتقادات التي وجهتها وسائل الإعلام للنعي الذي نشرته صحيفة نيويورك تايمز عن عالمة الصواريخ إيفون بريل. استهل دوغلاس مارتن هذا النعي، المنشور في 30 مارس/آذار 2013، قائلًا: «كانت تعد أشهى أطباق الستروجانوف باللحم، وتتبع زوجها من وظيفة إلى أخرى، وتأخذ إجازة لمدة ثمان سنوات من العمل لتربي ثلاثة أطفال». بعد بضعة ساعات من النشر، راجعت صحيفة نيويورك تايمز النعي لتعالج بعضًا من مواضع الانتقاد، وبدأت النسخة المُراجعة كما يلي: «كانت عالمة صواريخ لامعة تبعت زوجها من وظيفة إلى أخرى...». تعرضت مقالة أخرى نشرتها نيويورك تايمز في 11 مايو/أيار 2015 عن العالمة جنيفر داودنا للنقد بناءً على اختبار فينكباينر. كما وُجهت انتقادات مماثلة لمقالة أخرى نشرتها صحيفة جلوب أند ميل في 16 فبراير/شباط 2016 عن عالمة الفيزياء الفلكية فيكتوريا كاسبي.
أما منهج «فينكباينر العكسي» فهو تمرين يُطلب فيه من الطلاب أن يكتبوا مقالة عن عالم ذكر لن يجتاز اختبار فينكباينر بنجاح إذا فُرض أن المقالة عن امرأة.